# Manx TT Super Bike
Manx TT Super Bike est un jeu de course de moto basé sur le Tourist Trophy, développé par Sega AM3, Sega-AM4 et édité par Sega en 1995 en arcade (Model 2) en 1995,,. Il est par la suite porté sur Saturn par Psygnosis et Tantalus Interactive,, puis porté sur PC pour Windows par Perfect Entertainment,, sous les titres Manx TT SuperBike et Manx TT Superbike. C'est le premier jeu de course de moto destiné au système d'arcade Sega Model 2 et le premier inspiré du Tourist Trophy. Le jeu à huit joueurs est possible en connectant quatre bornes d'arcade doubles entre elles, de la même manière que Daytona USA. La version PC, qui propose trois courses (entrainement, défi et super bike), permet également le jeu en ligne,.
Le jeu met en scène la course du Tourist Trophy se déroulant chaque année sur l'île de Man. Le jeu propose deux types de courses la course Laxey Coast pour les débutants, et la course Isle of Man TT pour les joueurs confirmés. Cette dernière est une reproduction fidèle de la course, alors que Laxey Coast est une création de toutes pièces de la part des développeurs, bien que les décors soient réellement issus de l'île de Man.
Manx TT Super Bike reçoit un bon accueil de la part de la presse spécialisée lors de sa sortie,,,,,,.

## Accueil
Manx TT Super Bike reçoit un bon accueil de la part de la presse spécialisée lors de sa sortie,,,,,.